# علیزاده
علیزاده یک نام خانوادگی‌ست. افراد شاخص با این نام از این قرارند:
- غزاله علیزاده
- فیروز علی‌زاده
- ابراهیم علیزاده
- محمدرضا علیزاده
- حسین علیزاده
- عباس علیزاده
- عبدالرضا علیزاده (حقوق‌دان)
- رضا علیزاده
- محمدطاها علیزاده
- حسین علیزاده (دیپلمات)
- صفورا علیزاده
- علی علی‌زاده
- محمود علیزاده طباطبایی
- فرشته علیزاده
- جواد علیزاده
- علی علی‌زاده (بازیکن فوتبال)
- محمد علیزاده
- آرمان علیزاده عبدولی
- مهیار علیزاده
- فرشاد علیزاده
- حامد علیزاده
- حسین فتح علیزاده
- مینا علیزاده
- عبدالرضا علیزاده
- کیمیا علیزاده